# Censura na ditadura militar brasileira

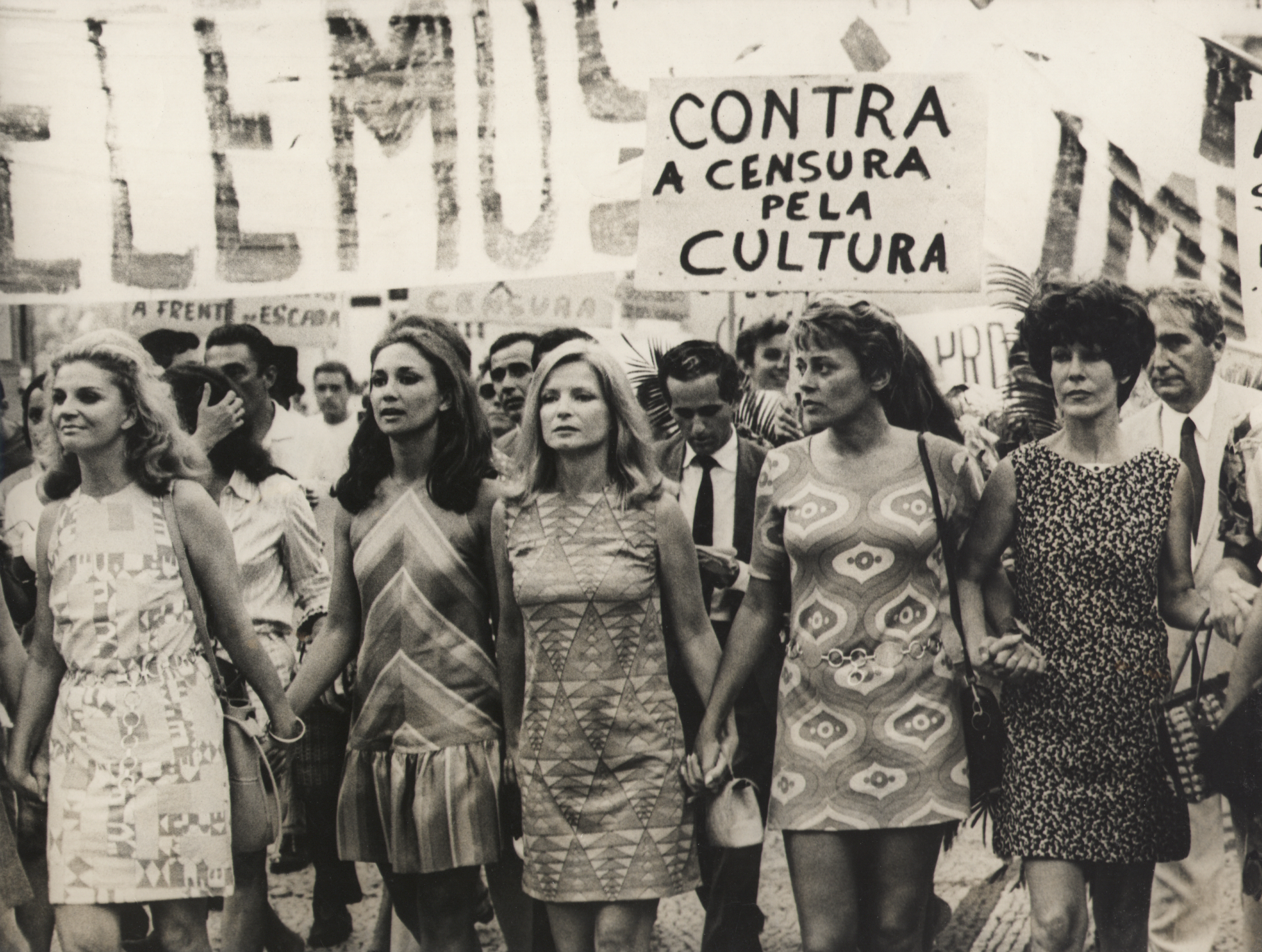
Protesto Cultura contra Censura em fevereiro de 1968. Na foto: Tônia Carrero, Eva Wilma, Odete Lara, Norma Bengell e Cacilda Becker.

A censura na ditadura militar brasileira apontou, entre 1964 e 1985, artistas e/ou obras como "subversivos", "perigosos" ou "imorais" ao sistema político estabelecido pelo Golpe de 1964 ou ao que chamavam, inclusive no Decreto-Lei n. 1.077 de 1970, de "moral e bons costumes". Eram proibidas tanto a publicação quanto a circulação dos volumes. Além de autores e livros estrangeiros, sobretudo os de temática social e política, cerca de 140 livros de autores brasileiros foram oficialmente vetados pelo Estado durante o período. Entre eles, constam os nomes de Érico Veríssimo, Jorge Amado, Darcy Ribeiro, Rubem Fonseca, Caio Prado Júnior, Celso Furtado, Ignácio de Loyola Brandão, Dalton Trevisan, Maria da Conceição Tavares, Olympio Mourão Filho, entre outros, como veremos ao longo deste verbete, de todos os gêneros possíveis: livros de não-ficção das mais diversas áreas (saúde, economia, política, sociedade), romances, contos, poesia, teatro em livro.
No início da ditadura militar brasileira, a censura a livros e autores, entre o golpe militar de 1964 e a decretação do AI-5 em 1968, foi marcada por atuações confiscatórias confusas, "batidas policiais", apreensões, confiscos e coerção física de forma primária e improvisada, não raro por agentes mal treinados. Segundo os cálculos do jornalista Elio Gaspari, conhecido por sua série de livros sobre a ditadura, o terrorismo de direita provocou em 1968 17 atentados, 14 explosões e 1 assalto a banco, em que editoras e livrarias estavam entre os alvos, tendo sido atingidas a Editora Tempo Brasileiro, a Civilização Brasileira (cujo proprietário, o editor Ênio Silveira, era alvo predileto da ditadura militar, tendo recebido processos e prisões e também apoio de intelectuais) e a Livraria Forense.
A censura oficial a filmes, peças teatrais, discos de música, apresentações de grupos musicais, produções culturais, cartazes e espetáculos públicos em geral se dá destacadamente três anos após o golpe de 1964, com a Constituição outorgada de 1967, exercida pelo Ministério da Justiça (MJ) por meio do Serviço de Censura de Diversões Públicas (SCDP), setor do Departamento de Censura de Diversões Públicas (DCDP). Livros e revistas passaram a ser examinados de maneira mais consistente pelo SCDP-DCDP a partir de 1970, data do Decreto-Lei n.1077/70 que regulamentou a censura a livros e revistas, durante o governo Médici (1969-1974), conhecido na historiografia nacional como "Anos de Chumbo" (1968-1972), quando a repressão do governo militar se acirrou. No entanto, dados, registros e documentos do DCDP indicam que a censura a livros durante a ditadura militar teve atuação mais forte não nos chamados Anos de Chumbo, mas sim durante o governo Geisel (março de 1974 a março de 1979), justamente aquele que, apesar dos momentos de retrocesso, ficou conhecido por ter iniciado o processo de lenta e gradual abertura política. Ou seja, paradoxalmente, quando a maioria dos jornais e revistas era liberada da presença da censura prévia nas redações, a censura a livros por parte do DCDP foi maior, por uma série de razões, sobretudo de ordem de intolerância moral e sexual, e por outras hipóteses levantadas por diversos jornalistas, estudiosos e historiadores, que este verbete tratará adiante.
Em 13 de outubro de 1978, é promulgada pelo Congresso Nacional a Emenda Constitucional número 11, que revoga o AI-5 a partir de 1º de janeiro de 1979, ano da Lei da Anistia, o que faz despencar nos registros o número de revistas e livros vetados. Neste período, a cautela se resume ao público alvo e à faixa etária dos materiais. Nos dez anos de vigência do AI-5 (13 de dezembro de 1968 a 31 de dezembro de 1978), segundo estimativas apresentadas pelo jornalista e escritor Zuenir Ventura, foram censurados "cerca de 500 filmes, 450 peças de teatro, 200 livros, dezenas de programas de rádio, 100 revistas, mais de 500 letras de música e uma dúzia de capítulos e sinopses de telenovelas", além de mais de 1.607 cidadãos registrados terem sido atingidos direta e explicitamente pelo Ato com punições - cassação, suspensão de direitos políticos, prisão e/ou afastamento do serviço público, sem contar a perseguição política e a tortura de centenas de outros, os dados não computados e os efeitos colaterais na sociedade brasileira.
Assim, o fim da censura no Brasil ocorre de maneira gradual. Em 1985, Fernando Lyra, Ministro da Justiça do governo de José Sarney, embora preservando a Divisão de Censura de Diversões Públicas (DCDP), anuncia publicamente o fim da censura política. Seu sucessor no ministério, o senador Paulo Brossard, é quem começa a desmontar de fato a estrutura institucional da censura em 1987, ainda que se mantivessem estruturas censoras em casos muito raros e praticamente inócuos ligados à "moral" e à "pornografia". Finalmente, a Constituição de 1988, que marca a redemocratização, extingue legalmente e de vez a censura no Brasil.

## Histórico
No começo da ditadura militar, ou seja, entre o golpe de 1964 e a decretação do AI-5, em 1968, a censura a livros possuía atuação multifacetada, primária e improvisada, sem critérios estruturados, através de "batidas policiais", apreensões, confiscos e coerção física. O editor Ênio Silveira, proprietário da Editora Civilização Brasileira, foi alvo predileto das forças de repressão entre 1964 e 1968: processado e preso diversas vezes, sua editora invadida e sua produção editorial apreendida outras tantas.
Em maio de 1965, a prisão de Ênio Silveira provoca indignação pública nos meios politizados e cultos, fazendo com que cerca de mil pessoas ligadas ao universo da cultura assinassem um manifesto denunciatório e contrário à prisão. O então presidente militar indireto Castelo Branco envia para Ernesto Geisel, então chefe de Gabinete Militar, a seguinte correspondência: "Por que a prisão do Ênio? Só para depor? A repercussão é contrária a nós [...]. Apreensão de livros. Nunca se fez isso no Brasil. Só de alguns (alguns!) livros imorais. Os resultados são os piores possíveis contra nós. É mesmo um terror cultural."
Em maio de 1966, num claro ato corajoso de resistência ao governo militar, a editora Civilização Brasileira impetra Mandado de Segurança contra o Departamento Federal de Segurança Pública, onde questiona as diversas ações confiscatórias de livros. A edição n.9/10 da Revista Civilização Brasileira reproduz integralmente o Mandado para o público e seus leitores. Esta revista, que prezava também pela qualidade de seu conteúdo e temas, é considerada ainda hoje como um dos grandes baluartes culturais mais corajosos da resistência à ditadura militar.
Em 1968, com muitas mobilizações estudantis e sociais pelas ruas contra a ditadura, o terrorismo da direita, segundo dados do jornalista Elio Gaspari, conhecido por sua série sobre a ditadura, produz 17 atentados, 14 explosões e 1 assalto a banco, sendo que editoras e livrariam também eram alvos, tendo sido atingidas a editora Tempo Brasileira, a Editora Civilização Brasileira e a Livraria Forense.
Ainda que, após o golpe de 1964, ocorra vandalismo de direita nos espaços de livros, editoras e livrarias, assim como em outros lugares politizados, teatrais e culturais, não havia ainda um sistema único estruturado a respeito da censura a livros. Com a ausência de regulamentação censória, produções e livros clássicos do pensamento nacional de esquerda constavam ainda nos best-sellers de 1968, como o Um Projeto para o Brasil, de Celso Furtado, e clássicos internacionais de literatura erótica, como o Kama Sutra, literatura hindu de fisiologia e moral sexual, como também o polêmico A Filosofia na Alcova, de Marquês de Sade.
É na Constituição outorgada de 1967 que se oficializa a centralização da censura como atividade do governo federal, em Brasília, ou seja, não mais subordinada apenas em determinadas regiões mais reacionárias e repressivas. Assim, quando o Ato Institucional número 5 foi decreto em 196 as ações censórias já estavam centralizadas na capital federal.
Antes da decretação do AI-5, ocorrem no Rio de Janeiro duas grandes manifestações públicas contra as arbitrariedades e ilegitimidades do regime militar: a manifestação Cultura Contra Censura, em fevereiro de 1968, que reúne membros da classe teatral contra a proibição da encenação de oito peças, e, meses mais tarde, a famosa, significativa e volumosa Passeata dos Cem Mil, em 26 de junho de 1968.
Em 13 de dezembro de 1968, é editado o AI-5 por Costa e Silva, numa sexta-feira, em nome da "autêntica ordem democrática [...] (e) no combate à subversão e às ideologias contrárias às tradições de nosso povo". Com ele, se tornou possível cassar mandatos, suspender direitos políticos e garantias individuais, o que criou as condições para a censura à divulgação da informação, à manifestação de opiniões e de liberdade de expressão e às produções culturais, jornalísticas, políticas e artísticas. Inicia-se o período chamado na historiografia de "Anos de Chumbo".
A resistência aos desmandos e atos autoritários do governo continuou na segunda metade da década de 1970, em mobilizações e protestos de escritores, editores, intelectuais, artistas, cientistas, professores e outros. Ela culminou com várias demonstrações e atos públicos de repúdio à ditadura militar, como no Manifesto dos 1046 Intelectuais Contra a Censura, que reivindicava respeito às manifestações pelas liberdades das produções culturais, entregue ao ministro da Justiça em Brasília em 25 de janeiro de 1977, em comissão composta por Helio Silva, Lygia Fagundes Telles, Nélida Pinõn e Jefferson Ribeiro de Andrade.
Em 1978, o AI-5 é revogado, a partir de 1º de janeiro de 1979, pela Emenda Constitucional número 11, promulgada pelo Congresso Nacional.

## Censura prévia
Depois da centralização em Brasília do Serviço de Censura de Diversões Públicas, a censura prévia se expandiu para a totalidade do mercado editorial. Já era anteriormente regulamentada para cinema, televisão, teatro, espetáculos públicos, música e rádio, prática presente em várias revistas e jornais.
A censura prévia para livros foi regulamentada pelo Decreto-Lei n.1.077/70, cujos artigos 1º e 2º expõem o seguinte:
"Art. 1º Não serão toleradas as publicações e exteriorizações contrárias à moral e aos bons costumes quaisquer que sejam os meios de comunicação;
"Art. 2º Caberá ao Ministério da Justiça, através do Departamento de Polícia Federal verificar, quando julgar necessário, antes da divulgação de livros e periódicos, a existência de matéria infringente da proibição enunciada no artigo anterior."
Depois de anunciar o que deveria ser censurado, o decreto versa sobre as sanções:
"Art. 3º Verificada a existência de matéria ofensiva à moral e aos bons costumes, o Ministro da Justiça proibirá a divulgação da publicação e determinará a busca e a apreensão de todos os seus exemplares. [...]
"Art. 5º A distribuição, venda ou exposição de livros e periódicos que não hajam sido liberados ou que tenham sido proibidos, após a verificação prevista neste Decreto-lei, sujeita os infratores, independentemente da responsabilidade criminal."

## Estatísticas
Segundo estimativas levantadas pelo jornalista e escritor Zuenir Ventura, nos dez anos de vigência do AI-5 (13 de dezembro de 1968 a 31 de dezembro de 1978), foram censurados cerca de 200 livros, além de 500 filmes, 450 peças de teatro, dezenas de programas de rádio, 100 revistas, mais de 500 letras de música e uma dúzia de capítulos e sinopses de telenovelas. O Ato também atingiu diretamente mais de 1.607 cidadãos registrados, dos mais diversos setores e áreas, com punições - cassação, suspensão de direitos políticos, prisão e/ou afastamento do serviço público, sem contar a perseguição política e a tortura de centenas de outros, os dados não computados e os efeitos colaterais na sociedade brasileira.